# María Eugenia Casar
María Eugenia Casar, también conocida como Gina Casar (nacida en 1959) es una diplomática mexicana, actual Directora Ejecutiva de la AMEXCID (Agencia Mexicana de Cooperación Internacional para el Desarrollo).

## Carrera
Del 7 de mayo de 2014 al 30 de octubre de 2015, Casar se desempeñó como Administradora Asociada del Programa de las Naciones Unidas para el Desarrollo (PNUD). En ese cargo sucedió a la costarricense Rebeca Grynspan. En su calidad de Administradora Asociada del PNUD, Casar tenía el rango de Secretaria General Adjunta de las Naciones Unidas. Antes de ser nombrada por el Secretario General de las Naciones Unidas Ban Ki-moon, Casar había ocupado algunos cargos en este organismo como Subsecretaria General de Planificación de Programas y representante del Secretario General.
Anteriormente había trabajado en el Programa Mundial de Alimentos (PMA) en Roma, donde fue Subsecretaria General, Directora Ejecutiva Adjunta de Gestión de Recursos y Directora Financiera, entre otros cargos. Su experiencia a nivel nacional antes de incorporarse a las Naciones Unidas incluye cargos como Tesorera Nacional de México, Directora Financiera del Banco Nacional de Servicios Financieros, directora general Adjunta del Sector Bancario de la Secretaría de Hacienda y Crédito Público y Vicepresidenta Adjunta de la Comisión Bancaria Nacional de México.